# Château-Chervix
Château-Chervix – miejscowość i gmina we Francji, w regionie Nowa Akwitania, w departamencie Haute-Vienne. W 2013 roku populacja ówczesnej gminy wynosiła 807 mieszkańców. 